# 로버트 C. 위버
로버트 클리프턴 위버(Robert Clifton Weaver, 1907년 12월 29일 ~ 1997년 7월 17일)는 미국의 경제학자, 학회원이자 미국 주택도시개발부가 린든 B. 존슨 대통령에 의하여 새롭게 설립되었을 때 1966년부터 1968년까지 초대 주택도시개발부 장관을 지낸 민주당의 정치인이었다. 위버는 미국의 내각 수준 직위로 임명되는 데 첫 아프리카계 미국인이었다.
각료로서 자신의 임명에 대비로 위버는 존 F. 케네디 행정부에서 복무하였다. 추가로 그는 뉴욕주 정부와 뉴욕에서 고위직에 복무하였다. 프랭클린 D. 루스벨트 행정부 동안 그는 직위들에 임명된 45명의 현저한 아프리카계 미국인들 중의 하나였으며 아프리카계 미국인 공공 정책 고문의 비공식 단체 흑인 내각 (the Black Cabinet) 구성에 도움을 주었다. 위버는 뉴딜 행정부 동안 연방 프로그램들을 지시하였고 동시에 1934년 하버드 대학교에서 자신의 경제학 박사 학위를 완료하였다.

## 배경
혼혈로 워싱턴 D.C.에서 중산층 계급 가족에게 태어났다. 위버의 부모는 우편 근로자 모티머 그로버 위버와 플로렌스 프리먼이었다. 그들은 그를 그의 학문적 연구에서 격려하였다. 그의 외조부는 치의학에서 하버드를 졸업하는 데 첫 아프리카계 미국인 로버트 태너 프리먼 박사였다.
어린 위버는 현제 던바 고등학교로 알려진 M 스트리트 고등학교에서 수학하였다. 인종 차별의 당시 흑인들을 위한 고등학교는 학문적 우수성에 대한 국가적 명성을 가졌다. 위버는 하버드 대학교에 입학하여 이학사와 예술 석사를 취득하였다. 그는 또한 경제학에서 철학박사를 취득하여 1934년 자신의 박사 학위를 완료하였다.

## 경력

### 정부

#### 워싱턴 D. C.
1934년 위버는 미국 내무부 해럴드 L. 이커스에게 측근으로 임명되었다. 4년 후, 그는 미국 주택 당국에 특별 비서가 되었다. 1942년 그는 국방 자문 위원회, 전쟁 인력 위원회의 행정 보조인과 니그로 인력 서비스의 이사가 되었다.
주택 문제에 대한 지식으로 명성이 높은 젊은 위버는 1934년 프랭클린 D. 루스벨트 대통령의 흑인 내각(The Black Cabinet)에 가입하러 초청되었다. 루스벨트는 집행 기관에서 직위들로 총 45명의 현저한 흑인들을 임명하였고, 아프리카계 미국인들, 대공황과 뉴딜에 관련된 공공 정책 문제에 비공식 고문들로 그들에 요청하였다.
위버는 1937년에 설립된 루스벨트 아래 미국 주택 프로그램을 초안하였다. 프로그램은 가난한 아프리카계 미국인들이 내야 했던 임대료를 낮추기 위한 보조금으로서 지방 주택부들로 재정적 지원을 마련할 작정이었다. 프로그램은 한 달에 $19.47에서 한 달에 $16.80로 평균 임대료를 줄였다.  위버는 아직도 평균 수입보다 적게 만든 많은 아프리카계 미국인들이 있으면서 프로그램의 범위가 불충분했다는 것을 주장하였다. 그들은 음식과 주거비를 모두 낼 여유가 없었다.

#### 시카고
1944년 위버는 시카고의 시장실에서 인종 관계 위원회 이사가 되었다. 1945년 그는 1948년을 통하여 시카고 기반의 미국 인종 관계 이사회를 위한 공동체 서비스의 이사가 되었다.

#### 뉴욕
1949년 위버는 존 헤이 휘트니 재단을 위하여 교제 기회의 이사가 되었다. 1955년 자신이 뉴욕주의 주지사 W. 애버렐 해리먼 아래 뉴욕주 임대 위원이 되었을 때 뉴욕주에서 위버는 첫 흑인 주립 내각 일원이었다. 1960년 그는 뉴욕의 주택·재개발 위원회의 부의장이 되었다.

#### 워싱턴 D. C. - 주택도시개발부

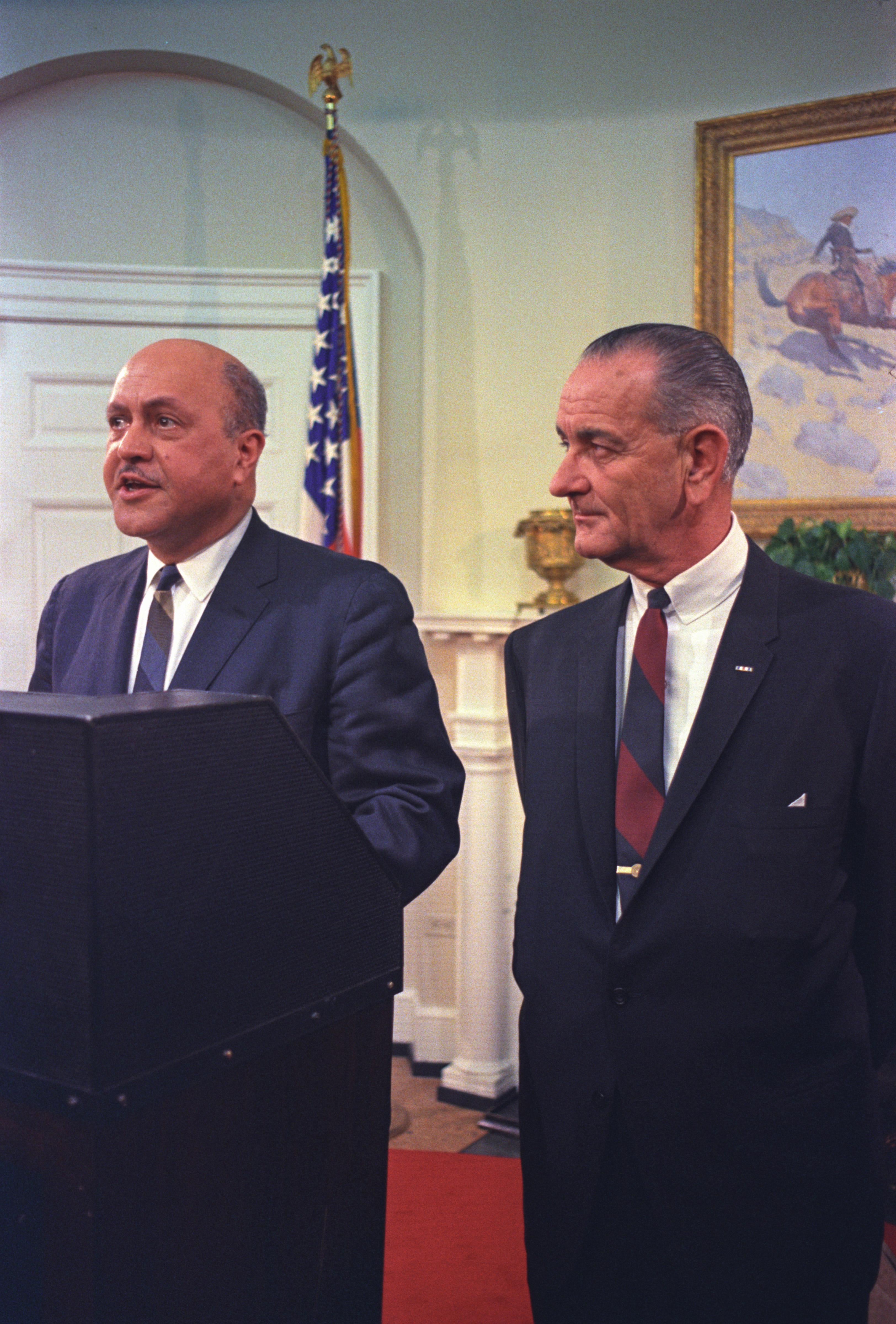
백악관에서 자신의 취임식에서 존슨 대통령과 함께 (1966년)

1961년 위버는 미국 주택·융자 기관의 행정관이 되었다.
선거 후, 존 F. 케네디는 도시 문제와 처리하는 데 새로운 내각 부서를 설립하려고 했다. 그것은 미국 주택도시개발부로 불릴 것이었다. 고속도로들의 건설과 경제 구조조정에 이어 전후의 교외 개발이 도시들로부터 인구와 직업들을 끌어들였다. 국가는 수준 이하의 주식, 많은 도시에서 오래된 주택과 실업 문제와 직면했다.
1961년 주택도시개발부를 창조하는 데 시도하는 동안 케네디는 위버에게 새로운 직위를 약속하지 않고 모든 일을 하였다. 케네디는 자신이 내각 직위들로 올리기를 원했던 대행사 단체인 주택·융자 기관의 행정관으로 위버를 임명하였다.  
위버 박사가 하버드 연결이 오벌 오피스의 입주자에게 확장된 케네디 행정부에 가입했을 때 그는 행정부의 상위권 누구보다 더 많은 하버드 학위 - 경제학에서 박사 학위를 포함한 3개를 보유하였다.

어떤 공화당원과 남부 민주당 당원들은 새로운 부서를 창조하는 데 입법을 반대하였다. 이어진 해, 케네디는 부서를 창조하는 데 자신의 재구성 권한을 사용하는 데 시도했지만 실패하였다. 결과로써 이전의 드와이트 D. 아이젠하워의 공화당 행정부가 그 권한 아래 내각 수준 미국 보건복지부를 창조했어도 미국 의회는 새로운 내각 부서를 창조하는 데 그 권한을 이용하는 것으로부터 대통령들을 금지하는 입법을 통과시켰다.  
그는 1961년 지속해서 주택 청구서를 편집하였고 1962년의 노인 주거 권리 법을 위하여 로비 활동에 참여하였다.
1965년 의회는 부서를 찬성하였다. 동시에 위버는 아직도 주택·융자 기관의 행정관이었다. 공개적으로 린든 B. 존슨 대통령은 위버의 지위를 잠재적 후보로 반복하였으나 그에게 직위를 약속하지 않으려고 했다. 개인적으로 그는 강한 의구심이 들고 있었다.  그는 가끔 전미 흑인 지위 향상 협회의 전무이사 로이 윌킨스와 찬반 토론을 개최하였다.
존슨은 새로운 부서를 위하여 강한 제안자를 원하였다. 존슨은 위버의 정치적 감각에 관하여 걱정했다. 존슨은 심각하게 흑인이 아닌 다른 후보들을 숙고하였다. 그는 최고 관리자를 원했으나 또한 흥미진진했던 사람을 원하기도 했다. 존슨은 새로운 장관이 어떻게 남부에서 온 의회 대표들과 상호 작용을 할 것인가에 걱정이 되었고 그들은 수많은 아프리카계 미국인들이 아직도 정치 체제에서 박탈되고 배제되면서 압도적으로 민주당 당원들이었다. 이 일은 연방 정부가 민권과 1965년 선거권법의 조항을 집행하면서 바뀔 것으로 예상되었다. 후보들로서 존슨은 시카고 시장 리처드 J. 데일리와 자선가 로런스 록펠러를 숙고하였다.
최후적으로 존슨은 위버가 최고의 자격을 갖춘 관리자였다는 것을 믿었다. 그의 보조인 빌 모이어스는 위버를 새로운 장관으로서 잠재적 효과에 높이 평가하였다. 모이어스는 위버의 강한 성취와 노력이 팀을 창조하는 데 참고하였다. 보고를 받은 지 10일 후에 대통령은 공천을 내세우고 워버는 미국 상원에 의하여 성공적으로 확인되었다.
위버는 1966년부터 1968년까지 주택도시개발부 장관을 지냈다.
주가 대폭락 후에 전미 흑인 지위 향상 협회의 The Crisis 잡지에 의하여 발간된 "니그로들은 주택이 필요하다"라는 자기 기사에 1930년 전에 아프리카계 미국인들의 주택 문제에 관한 자신의 우려를 표현하였다. 그는 수많은 아프리카계 미국인들의 수입과 생활비 사이에 큰 차이가 있었고, 아프리카계 미국인들은 남부에서 시골 지역들의 장기적 경제 쇠퇴를 포함한 많은 사회적 요인 때문에 충분한 주택 공급이 있지 않았다는 것을 지적하였다.

### 학회원
1945년 위버는 컬럼비아 대학교에서 강의하기 시작하였다.
1969년 존슨 아래 주택도시개발부 장관을 지낸 후, 위버는 버룩 칼리지의 총장이 되었다.
1970년 위버는 뉴욕에 있는 헌터 칼리지에서 도시 문제의 석좌 교수가 되어 1978년까지 거기서 강의하였다.

## 개인 생활과 사망
1935년 위버는 엘라 V. 헤이스에게 결혼하였으며 부부는 1962년에 사망한 아들을 입양하였다.
위버는 메트라이프 (1969년~1978년)와 바워리 저축 은행 (1969년~1980년)의 위원회에 지냈다. 그는 미국 감사원장 (1973년~1997년), 뉴시티 화해·항소 위원회 (1973년~1984년), 하버드 대학교 디자인 학교 (1978년 ~ 1983년) 전미 흑인 지위 향상 협회 법적 방어 기금과 집행위원회(1978년~1997년)에 자문 역할을 하였다.
1997년 7월 17일 89세의 나이로 뉴욕 맨해튼에서 사망하였다.

## 영예
위버는 다음과 같은 수상들은 물론 30개 이상의 명예 대학 학위들을 받았다 - 
- 1962년 전미 흑인 지위 향상 협회 스핑건 메달

- 1963년 러스웜 상

- 1968년 
  - 알베르트 아인슈타인 기념상
  - 메릭 무어 스폴딩 상

- 1975년 미국 회계감사원 공공 서비스 상

- 1977년 뉴욕 도시 연맹 프레더릭 더글러스 상

- 1978년 숌버그 컬렉션 상

- 1985년 미국 예술 과학 아카데미 동료 상

- 1987년 미국 도시 연맹 기회 균등의 날 상

## 유산
- 2000년 로버트 C. 위버 연방 빌딩 미국 주택도시개발부 본부 (1986년 위버가 헌납)

- 2006년 워싱턴 D. C. 북동부에 "로버트 클리프턴 위버 웨이"

- 텍사스주 오스틴에 "로버트 위버 애비뉴"와 "로버트 위버 서클"

## 저서
위버는 다음을 포함한 흑인 문제와 도시 주택에 관한 다수의 책을 저서하였다 -
- 〈니그로 노동:국가적 문제〉 (1946년)
- 〈니그로 게토〉 (1948년)
- 〈도시 단지:도시 생활에서 인간의 가치〉 (1964년)
- 〈도시의 미국의 딜레마〉 (1965년)